# A3!
A3!(에쓰리!)는 일본의 소셜 게임 등을 서비스하고 있는 회사 리베르 엔터테인먼트(Liber Entertainment)에 발매한 모바일 장치 전용의 소셜 게임이다.

## 개요
캐릭터 원안에 후지와라 료가 만든 미남 배우 육성 게임. 시나리오는 톰이 맡고 있으며 메인 스토리에 관해서는 그 풀 보이스. 연습으로 극단원을 육성하고 공연을 성공시키는 것이 주된 목적. 자금 벌이를 위한 미니 게임도 수록되어 있다.
제목의 「A3！」는 「Act!」,「Addict!」,「Actors!」의 3개를 합친 것. 개발 단계에서는 생략하지 않았고, 「Act! Addict! Actors!」가 제목이었다.

## 스토리
빌로도 마을에 있는 연극의 성지 「빌로도웨이」. 그 안에 있는 극단 「MANKAI 컴퍼니」는 빚 1000만엔을 안고 극단원 한 명뿐이라 뻐꾸기가 울고 가는 약소 극단이었다. 창설자인 아버지의 행방을 찾아 MANKAI 컴퍼니를 찾은 딸의 타치바나 이즈미는 우연한 계기로 극단의 재건을 의뢰 받고 갑자기 주재 겸 총감독에 임명되고 만다. 야쿠자도 눈이 붙어 언제 없어져도 이상하지 않은 큰 위기의 낡은 극단을 타치바나 이즈미는 구할 수 있을까?

## 등장 캐릭터

### MANKAI 컴퍼니

#### 봄조
사쿠마 사쿠야 (佐久間 咲也)
성우 : 사카이 코다이
키 : 167cm / 생일 : 3월 9일 / 나이 : 17세→18세→19세 / 모티브 꽃 : 벚꽃
하나사키 학원 고교 3학년→프리터. 봄조의 리더.
우스이 마스미 (碓氷 真澄)
성우 : 시라이 유스케
키 : 175cm / 생일 : 3월 30일 / 나이 : 16세→17세→18세 / 모티브 꽃 : 제비꽃
하나사키 학원 고교 2학년→3학년→후요 대학 1학년. 두 번째로 가입한 단원.
미나기 츠즈루 (皆木 綴)
성우 : 니시야마 코타로
키 : 180cm / 생일 : 4월 9일 / 나이 : 18세→19세→20세 / 모티브 꽃 : 민들레
요세이대학교 1학년→2학년→3학년. 남자 10형제의 삼남.
치가사키 이타루 (茅ヶ崎 至)
성우 : 아사누마 신타로
키 : 178cm / 생일 : 4월 24일 / 나이 : 23세→24세→25세 / 모티브 꽃 : 거베라
일류회사 근무 2년차. 엘리트 회사원.
시트론 (シトロン)
성우 : 이가라시 마사시
키 : 177cm / 생일 : 5월 15일 / 나이 : 22세→23세→24세 / 모티브 꽃 : 자스민
유학생.
우츠키 치카게 (卯木 千景)
성우 : 하타노 와타루
키 : 183cm / 생일 : 4월 15일 / 나이 : 26세→27세 / 모티브 꽃 : 은방울꽃
제2부부터 등장. 치가사키 이타루의 회사 선배.

#### 여름조
스메라기 텐마 (皇 天馬)
성우 : 에구치 타쿠야
키 : 178cm / 생일 : 6월 21일 / 나이 : 16세→17세→18세 / 모티브 꽃 : 해바라기
오우카 고교 2학년→3학년→요세이대학교 1학년. 여름조 리더.
루리카와 유키 (瑠璃川 幸)
성우 : 토키 슌이치
키 : 165cm / 생일 : 7월 8일 / 나이 : 14세→15세→16세 / 모티브 꽃 : 백합
성 플로라 중학 3학년→고교 1학년→2학년. 여장 모습의 중성적인 소년.
사키사카 무쿠 (向坂 椋)
성우 : 야마야 요시타카
키 : 167cm / 생일 : 8월 30일 / 나이 : 14세→15세→16세 / 모티브 꽃 : 도라지
성 플로라 중학 3학년→고교 1학년→2학년. 그는 왕자에게 헌신적이다.
이카루가 미스미 (斑鳩 三角)
성우 : 히로세 다이스케
키 : 175cm / 생일 : 6월 6일 / 나이 : 19세→20세→21세 / 모티브 꽃 : 다알리아
프리터. 들뜬 괴짜.
미요시 카즈나리 (三好 一成)
성우 : 오자와 렌→아카자와 토모루
키 : 176cm / 생일 : 8월 1일 / 나이 : 19세→20세→21세 / 모티브 꽃 : 히비스커스
텐가쥬 미술 대학 2학년→3학년→4학년. 요즘 들뜬 남자.
효도 쿠몬 (兵頭 九門)
성우 : 하타나카 타스쿠, 사츠키 치사토 (유년 시절)
키 : 173cm / 생일 : 7월 20일 / 나이 : 16세→17세 / 모티브 꽃 : 나팔꽃
제2부부터 등장. 츠쿠시 고교 2학년→3학년. 효도 쥬자의 동생.

#### 가을조
셋츠 반리 (摂津 万里)
성우 : 사와시로 치하루
키 : 183cm / 생일 : 9월 9일 / 나이 : 17세→18세→19세 / 모티브 꽃 : 코스모스
하나사키 학원 고교 3학년→텐가쥬 미술 대학 1학년→2학년. 가을조의 리더.
효도 쥬자 (兵頭 十座)
성우 : 타케우치 슌스케
키 : 185cm / 생일 : 9월 27일 / 나이 : 17세→18세→19세 / 모티브 꽃 : 석산
오우카 고교 3학년→요세이대학교 1학년→2학년. 앙키.
나나오 타이치 (七尾 太一)
성우 : 하마 켄토
키 : 172cm / 생일 : 10월 11일 / 나이 : 16세→17세→18세 / 모티브 꽃 : 팬지
오우카 고교 2학년→3학년→요세이대학교 1학년. 무드메이커.
후시미 오미 (伏見 臣)
성우 : 쿠마가이 켄타로
키 : 190cm / 생일 : 11월 2일 / 나이 : 20세→21세→22세 / 모티브 꽃 : 카네이션
요세이대학교 3학년→4학년→촬영사무소 어시스턴트. 극단의 마누라적 존재.
후루이치 사쿄 (古市 左京)
성우 : 호세 유이치
키 : 178cm / 생일 : 11월 23일 / 나이 : 30세→31세→32세 / 모티브 꽃 : 국화
MANKAI 컴퍼니를 부수려고 했던 야쿠자. 극단과 화해한 후에 입단, 경리 담당으로 수완을 발휘한다.
이즈미다 아자미 (泉田 莇)
성우 : 코니시 세이야, 시노다 유카 (유년 시절)
키 : 179cm / 생일 : 10월 25일 / 나이 : 14세→15세 / 모티브 꽃 : 엉겅퀴
제2부부터 등장. 타네가오카 중학 3학년→츠쿠시 고교 1학년.

#### 겨울조
츠키오카 츠무기 (月岡 紬)
성우 : 타마루 아츠시
키 : 175cm / 생일 : 12월 28일 / 나이 : 24세→25세→26세 / 모티브 꽃 : 수선화
프리터(가정교사). 겨울조의 리더.
타카토 타스쿠 (高遠 丞)
성우 : 사토 타쿠야
키 : 185cm / 생일 : 2월 22일 / 나이 : 24세→25세→26세 / 모티브 꽃 : 국화
전 GOD 극단의 톱 배우.
미카게 히소카 (御影 密)
성우 : 테라시마 쥰타
키 : 170cm / 생일 : 12월 3일 / 나이 : 25세→26세→27세 / 모티브 꽃 : 아네모네
무직. 기억상실의 청년.
아리스가와 호마레 (有栖川 誉)
성우 : 토요나가 토시유키
키 : 181cm / 생일 : 2월 12일 / 나이 : 27세→28세→29세 / 모티브 꽃 : 장미
시인. 예술 피부의 청년.
유키시로 아즈마 (雪白 東)
성우 : 카키하라 테츠야
키 : 178cm / 생일 : 1월 22일 / 나이 : 불명 / 모티브 꽃 : 동백나무
프리터. 마이 페이스인 어른스러운 청년.
가이 (ガイ)
성우 : 히노 사토시, 미야지마 에미 (유년 시절)
키 : 183cm / 생일 : 1월 13일 / 나이 : 불명 / 모티브 꽃 : 미나리아재비
제2부부터 등장. 시트론의 종자. 사실은 안드로이드.

#### 극단 스태프
타치바나 이즈미 (立花 いづみ, 게임에서는 이름 개명 가능)
성우 : 나즈카 카오리 (TV 애니메이션만)
주인공. 극단의 창시자 타치바나 유키오의 딸.
마츠카와 이스케 (松川 伊助)
성우 : 코니시 카츠유키
키 : 173cm / 생일 : 5월 3일 / 나이 : 28세→29세→30세
극장 지배인. 더벅 머리에 다 박수염, 땜질 투성이의 정장과 같은 남루한 차림의 남성. 겁쟁이로 살살이. 철거 직전의 극단에 반쯤 억지로 이즈미를 총감독으로 끌어들이다.
카메키치 (亀吉)
성우 : 이치키 미츠히로
입이 거칠게 나옴. 19세. 극단의 마스코트적 존재에서 마츠카와가 제작한 「카메키치 만두」라는 상품을 극장에서 판매하고 있다.
카시마 유조 (鹿島 雄三)
성우 : 쿠스노키 타이텐
키 : 178cm / 생일 : 7월 31일 / 나이 : 43세→44세→45세
다른 극단에 소속된 연출가. MANKAI 컴퍼니 초대 봄조 OB.
이와이 테츠로 (岩井 鉄郎)
성우 : 카메야마 유우지
나이 : 32세→33세→34세
대도구 담당 목수. 과묵하고 좀처럼 입 밖에 내지 않다.
사코다 켄 (迫田 ケン)
성우 : 노가미 쇼
키 : 174cm / 생일 : 3월 5일 / 나이 : 19세→20세→21세
사쿄를 "형님"이라고 그리워하는 깡패.
타치바나 유키오 (立花 幸夫)
이즈미의 아버지. MANKAI 컴퍼니 전 주재했지만 8년 전에 실종됐다.

##### 조력조
세리자와 아카시 (芹沢 灯)
성우 : 코바야시 치아키
제3부부터 등장.
키노자키 렌토 (木之崎 レント)
성우 : 이마이 후미야
제3부부터 등장.

#### 초대 OB
제3부부터 등장.
히나모리 카스미 (雛森 霞)
성우 : 나미카와 다이스케
초대 봄조 리더. 현재는 연극 잡지 「Spotlight」의 편집장을 맡고 있다.
휴가 히로 (日向 紘)
성우 : 오노 다이스케
초대 여름조 리더. 현재는 베테랑 배우가 되어있다.
큐류 젠 (栗生 善)
성우 : 야스모토 히로키
초대 가을조 리더. 현재는 쇼 레스토랑 주인장으로 있다.
오토미야 슈 (乙宮 柊)
성우 : 사쿠라이 타카히로
초대 겨울조 리더. 현재는 극단의 좌장을 맡고 있다.

#### 앙상블

##### 봄조
사사카와 이쿠 (笹川 郁)
성우 : 마츠나가 카즈키
세토 아라타 (瀬戸 新太)
성우 : 우노 켄스케
스미다 에이지 (澄田 英二)
성우 : 아오키 유타

##### 여름조
아사쿠라 미키 (朝倉 ミキ)
성우 : 키쿠치 타케루
타니나가 아키토 (谷永 彰人)
성우 : 하타케야마 카즈야
스즈하라 타쿠야 (鈴原 卓也)
성우 : 오오마치 토모히로

##### 가을조
마키타 이치로 (槙田 一朗)
성우 : 카와카미 코우지
키타가미 켄고 (北上 健吾)
성우 : 오오시마 유타로
야마시타 줄리안 (山下 ジュリアン)
성우 : 카메야마 유지

##### 겨울조
하세가와 유이치 (長谷川 悠一)
성우 : 마에지마 쿄헤이
요시카와 츠바사 (吉川 翼)
성우 : 오오모토 유우
야노 케이타 (矢野 恵太)
성우 : 이시이 타케히데

### GOD 극단
아스카 하루토 (飛鳥 晴翔)
성우 : 이치키 미츠히로
23세. GOD 극단의 두 번째 배우. 고자세로 교활한 성격이지만 연기력은 높이 평가되고 있다.
본명은 야마다 료타(山田 弦太).
카미키자카 레니 (神木坂 レニ)
성우 : 오키아유 료타로
GOD 극단의 주재 겸 연출가. 타치바나 유키오와는 깊은 인연이 있는 듯 하수(단원)를 쓰고 MANKAI 컴퍼니로 방해 행위를 하고 있다.
아라카와 시후토 (荒川 志太)
성우 : 카케야마 타츠야
제3부부터 등장. 아자미의 친구로, 배우를 목표로 하고 있다.
이카루가 마도카 (斑鳩 円)
성우 : 히로세 유야
제3부부터 등장. 이카루가 미스미의 동생.

### 극단 백화
아마다테 카부토 (天立 甲)
성우 : 오노 유우키
제3부부터 등장.
시카가와 아오시 (竺川 葵士)
성우 : 카지와라 가쿠토
제3부부터 등장.
아마다테 케이주 (天立 桂樹)
성우 : 미야모토 미츠루
제3부부터 등장.

### KICS
이치노에 토와 (一ノ枝 桃和)
성우 : 카토 다이고
제4부부터 등장.
도조노 이부키 (堂園 伊吹)
성우 : 우메다 슈이치로
제4부부터 등장.
카라시나 케이쿠 (辛科 景句)
성우 : 도지마 하야토
제4부부터 등장.
니시키 쿠레하 (柑子木 紅羽)
성우 : 이세 유우리
제4부부터 등장.

### 그 외
미즈노 카야 (水野 茅)
성우 : 아마사키 코헤이
미나기 츠즈루의 어릴적 친구. 부잣집 아들이다.
이카와 (井川)
성우 : 카네코 다이고
스메라기 텐마의 매니저.

## TV 애니메이션
2019년 2월 3일에 애니메이션화가 결정되었다. SEASON SPRING & SUMMER는 2020년 1월부터 3월까지 방영 중이였으나, 도중 해외에서 유행된 신종 코로나바이러스로 인해 제작 중지로 3화까지 방영. 이후, 동년 4월부터 재개, 6월까지 방영. SEASON AUTUMN & WINTER는 동년 7월부터 9월까지 방영될 예정이였으나, 방영 시기가 동년 10월부터로 변경되어, 12월까지 방영.